# Rohanovský vrch
Rohanovský vrch je s nadmořskou výškou 1017 m n. m. pátou nejvyšší horou Šumavského podhůří. Leží v Prachatické hornatině, asi 2,5 km jihovýchodně od Libína a 6 km jižně od Prachatic. Vrcholová část náleží do katastrálního území Skříněřov obce Zbytiny.
Jako nadmořská výška Rohanovského vrchu se zpravidla uvádí 1010 m, což je údaj vztahující se ke geodetickému bodu s kótou 1009,7 m n. m. Vlastní vrchol však leží 150 m západně od geodetického bodu a podle Základní mapy ČR je o 7 m výše než tento bod.
Na vrcholové plošině i v okolních svazích se nacházejí izolované skály a balvany z ruly. Na jihozápadním svahu vystupuje skalní výchoz zvaný Jodlův kámen.

## Přístup
Přes vrcholové partie Rohanovského vrchu vede modře značená turistická stezka vedoucí z Chrobol na Libínské Sedlo a dále do Volar. Nejbližší možnost parkování je na rozcestí Sedélko v sedle s Libínem, kam vede silnice z Libínského Sedla.

## Vedlejší vrchol
Asi 450 m východně od vrcholu se nachází vedlejší zalesněný vrchol s příkrými balvanitými svahy a skalkami nazvaný autory projektu Tisícovky Čech, Moravy a Slezska jako Rohanovský vrch V (1001 m, souřadnice 48°57′29″ s. š., 14°01′40″ v. d.).